# رستم وسهراب (مسرحية)
رستم وسهراب هي مسرحية أردية من تأليف آغا هاشار الكشميري. نُشرت لأول مرة في عام 1929، وهي مستوحاة من القصة الفارسية التي تحمل نفس الاسم.

## طالع أيضًا
- رستم سهراب (فلم)[الإنجليزية]